# フェルディナン・ヴァルザン・エステルアジ

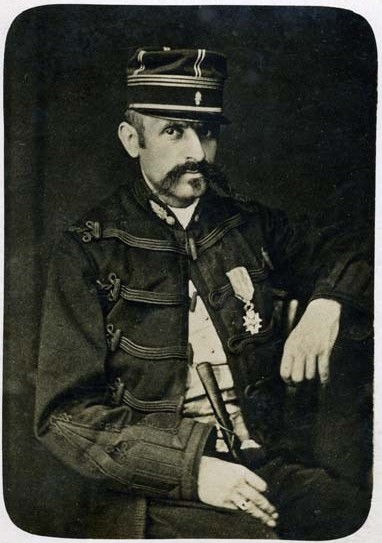
フェルディナン・ヴァルザン・エステルアジ

マリー・シャルル・フェルディナン・ヴァルサン・エステラジー（Marie Charles Ferdinand Walsin Esterhazy、1847年12月16日 - 1923年5月21日）は、フランスの軍人。1894年に起きたドレフュス事件の真犯人の一人。ハンガリーの名門貴族のエステルハージ家の出身。フランス語の発音は「エステラジー」であり（https://ja.forvo.com/search/Esterhazy/#google_vignette）、日本語の解説書でもすべてそのように表記されている。
英国逃亡後の1899年、自分はドイツのスパイであり、ドレフュスの筆跡を真似て書類を捏造したと告白した。

## 生涯
祖父はエステラジー・ド・ガランタ家の非嫡出子（私生児）だったが、オーストリア＝ハンガリー人の裕福な医師ヴァルザン家の養子となり、ヴァルザン・エステラジーを自称していた。裁判所は、エステラジー・ド・ガランタ家の伯爵の称号の使用のみを禁止した。
フェルディナン自身はパリで生まれ、オーストリアで育った。リセ・ボナパルト（現在のリセ・コンドルセ）を経て、サンシール陸軍士官学校に落第。ウィーナー・ノイシュタットのテレジア陸軍士官学校（Theresianische Militärakademie）で学び、1866年の普墺戦争での、イタリア方面軍の騎兵隊将校としての軍歴を振り出しに、フランス義勇兵との混成のズアーブ兵団に加わり、さらに1870年の普仏戦争では、フランスの外国人部隊に参加していた。1872年にはグレニエ軍団の将校としてパリに現れ、知的な造詣の深さと、多方面にわたる縁故によって知られるようになった。1877年に敵軍情報を扱う第二局に配属。上官のユベール＝ジョセフ・アンリの知遇を得た。
1886年にアンヌ・ド・ネタンクールと結婚。

## スパイ活動
1894年から、借金の返済のために、ドイツのスパイ活動を開始した。
1896年に、ジョルジュ・ピカール大佐は、ドレフュス事件の証拠となったメモの筆者がエステラジーであることを発見し、1899年7月18日のパリの新聞『ル・マタン』紙で発表した。軍はこの事件のもみ消しを図るが、さらに数か月後に新聞『フィガロ』紙にエステラジーの手紙の抄録が掲載されるに至った。
1897年11月には、ドレフュスの兄弟マテューは、これらのメモの筆者としてエステラジーを尋問するように嘆願書を提出する。一方でエステラジーも、自身の潔白のための尋問を要求した。1898年1月10日に、彼は軍事裁判所に出頭するが、無罪となる。
ここで有名なゾラによる大統領フェリックス・フォール宛ての『我弾劾す』("J'accuse") に始まる公開質問状が新聞『オーロール』紙に掲載され、その中で軍部を中心とする不正と虚偽の数々を徹底的に糾弾した。
1898年8月12日に、彼のロンドンへの逃亡が発表された。彼のスパイ活動は、その後あらゆる角度から調査され、一時は二重スパイ説なども出されたが、実際には単純に金のためのスパイであったと、現在は結論付けられている。
1899年8月、レンヌでドレフュスへの情状酌量を判断する尋問が実施されたが、エステラジーは召喚されなかった。
1903年から1906年にかけて、彼は反ドレフュス的な反ユダヤ系の新聞『ラ・リーブル・パロール』紙のイギリス特派員だった。1908年にはイギリス東部のハーペンデンに、ジャン・ド・ヴォワルモン伯爵の変名で転居し、1911年から1917年まで『レクレール』紙 (L'Éclair) に記事を書いている。その後も特に断罪されることなく、1923年に死去した。